# Veliki triakisni ikozaeder
| Veliki triakisni ikozaeder                           | Veliki triakisni ikozaeder                          |
| ---------------------------------------------------- | --------------------------------------------------- |
|                                                      |                                                     |
| Vrsta                                                | zvezdni polieder                                    |
| Elementi                                             | F = 60, E = 90, V =32 ({\displaystyle \chi \,} = 2) |
| Grupa simetrije                                      | Ih, [5,3], *532                                     |
| Sklici                                               | DU55                                                |
| veliki zvezdni prisekan dodekaeder (dualni polieder) |                                                     |

Veliki triakisni ikozaeder je v geometriji nekonveksni izoederski polieder. Je dualno telo uniformnega zvezdnega prisekanega dodekaedra.

## Vir
- Wenninger, Magnus (1983), Dual Models, Cambridge University Press, ISBN 978-0-521-54325-5, MR730208